# Molineux Stadium
Das Molineux Stadium [mɒlɪnjuː] ist ein Fußballstadion in der englischen Stadt Wolverhampton in den West Midlands. Es ist seit 1889 die Spielstätte des Fußballvereins Wolverhampton Wanderers. Es liegt nur wenige hundert Meter nördlich des Stadtkerns. Das mittlerweile komplett mit Sitzplätzen ausgestattete Stadion hat nach zahlreichen Umbauten ein Fassungsvermögen von 31.750 Plätzen.
Das Stadion befindet sich in einer Gegend, in der sich mehrheitlich Flachbauten befinden und besitzt die folgenden vier Tribünen: der Steve Bull Stand (zuvor nach dem ehemaligen Vorsitzenden John Ireland benannt), der Jack Harris Stand, der Stan Cullis Stand und der Billy Wright Stand. Vor der zuletzt genannten Tribüne steht zu Ehren von Billy Wright – 105-facher englischer Nationalspieler und Führungsspieler der erfolgreichsten Zeit der Wolverhampton Wanderers in den 1950er Jahren – eine Statue.

## Geschichte

### Ursprünge
Der Stadionname „Molineux“ geht auf Benjamin Molineux zurück, einem in Wolverhampton ansässigen Kaufmann, der 1744 ein Grundstück erstand und auf diesem ein Haus baute – das als „Molineux House“ bekannte Anwesen wurde später zu dem berühmten „Molineux Hotel“. Die Molineux-Familie selbst gehörte zu den Emigranten, die es zu Beginn des 14. Jahrhunderts im Gefolge von Prinzessin Isabella von Frankreich – Ehefrau von Eduard II. – nach England zog (Wolverhampton galt nach dem Zuzug flämischer Wollarbeiter als Zentrum des diesbezüglichen Handels in Großbritannien). Die elegante Residenz entwickelte sich zu einem gesellschaftlichen Sammelpunkt und war 1792 Unterschlupf für französische Flüchtlingsfamilien. Im Jahr 1860 erstand O. E. McGregor das Grundstück und machte mit der Hilfe von A. J. Brewster aus den umliegenden Anlagen einen öffentlichen Park, in dem vor allem in den Sommermonaten zahlreiche öffentliche Veranstaltungen stattfanden. Die „Molineux Grounds“ waren zentraler Treffpunkt innerhalb der Stadt und boten neben einer Eislaufbahn, einer Radrennbahn und einem See für Bootsfahrten einen Bereich, der sich für Sportarten wie Fußball eignete. Als dauerhafte Sportstätte nutzten Croquetspieler das Gelände erstmals 1869 regelmäßig.
Die Northampton-Brauerei kaufte 1889 das Gelände auf und vermietete es an den Fußballverein Wolverhampton Wanderers, der sich auf der Suche nach einer neuen Spielstätte befand und bereits am 20. März 1886 in einem regionalen Pokalwettbewerb auf den Molineux Grounds gespielt hatte. Binnen weniger Monate machten eifrige Planer und Gärtner aus der Grünanlage eine Sportspielstätte, die sich für einen regelmäßigen Spielbetrieb eignete. Die offizielle Einweihung des „Molineux“ fand am 2. September 1889 anlässlich eines Freundschaftsspiels gegen Aston Villa statt und wenige Tage später folgte am 7. September 1889 das erste Meisterschaftsspiel, das vor 4.000 Zuschauern mit einem 2:0-Sieg gegen Notts County endete. Durch kontinuierliche Verbesserungsarbeiten zwischen 1889 und 1910 galt das Stadion hinsichtlich seiner komfortablen Ausstattung zu Beginn des 20. Jahrhunderts als das beste Stadion im englischen Fußball.
Für 5.607 Pfund ging das Stadion 1923 in den Besitz der „Wolves“ über. Da seit dem Ersten Weltkrieg keine Arbeiten mehr am Molineux getätigt worden waren, fiel der zeitgemäße Standard deutlich hinter den Spielstätten anderer Vereine zurück. Im Besonderen blieb der gravierende Mangel erhalten, dass bei großen Zuschauermengen einem nicht kleinen Anteil die Sicht auf das Spielfeld vollständig versperrt blieb. Mit der Hilfe des berühmten Architekten Archibald Leitch begann kurze Zeit später der Bau einer Haupttribüne an der Waterloo Road, mit der Fertigstellung und endgültigen Freigabe im Jahr 1925. Danach ersetzte der Verein die als „Kuhstall“ beschriebene Nordseite in eine neue überdachte Tribüne. Im Jahr 1932 kam eine neue Tribüne an der Molineux Street dazu und zwei Jahre später überdachten die Wolves auch die Südtribüne. In dieser Form mit nun vier Tribünen blieb das Molineux Stadium in den nächsten fast 50 Jahren unverändert, dabei beherbergte alleine die Südseite zwischenzeitlich bis zu 30.000 Zuschauer.
Als erster Fußballverein installierte der Klub für circa 10.000 Pfund eine umfangreiche Flutlichtanlage und weihte diese am 30. September 1953 in einer Partie gegen eine Auswahl Südafrikas offiziell ein. Es war der Beginn einer Serie von berühmten „Flutlicht-Spielen“ in den 1950er Jahren, als weltweit bekannte Mannschaften bei Freundschaftsspielen in Wolverhampton zu Gast waren. Die Partien galten vor Einführung des Europapokals der Landesmeister als sehr prestigeträchtig, zogen große Zuschauermengen an und die BBC sendete sie im Fernsehen. In Vorbereitung auf die ersten Europapokalspiele rüstete der Verein die Anlage 1957 für 25.000 Pfund noch einmal auf.

### Umbau und Abriss

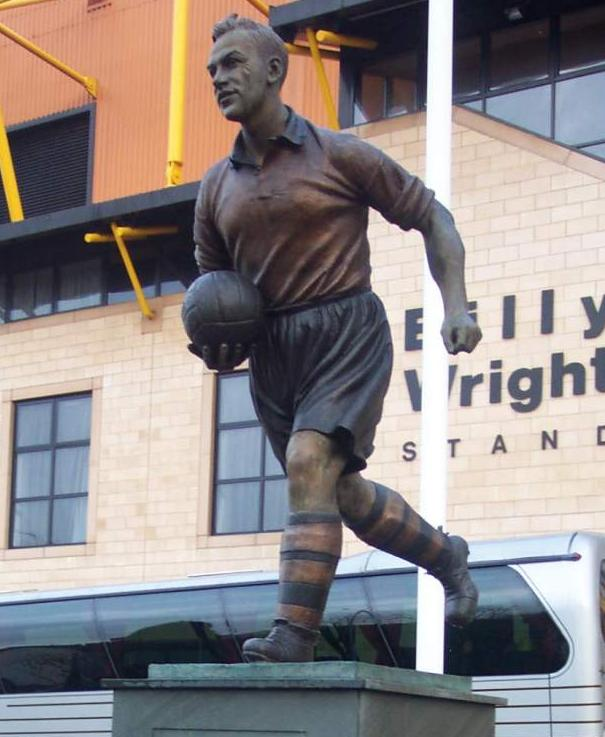
Die Statue von Billy Wright außerhalb von „Molineux“

Die mittlerweile vollständig aus Sitzplätzen bestehende Tribüne an der Molineux Street fiel nach den 1975 erarbeiteten Standards des „Safety of Sports Grounds Acts“ durch. Der Verein baute unmittelbar dahinter unter der Anleitung der Architekten Atherden und Rutter eine neue Tribüne für 9.500 Zuschauer auf, riss die alte, davor liegende Tribüne nach der Fertigstellung ab und eröffnete die neue John-Ireland-Tribüne zu Beginn der Saison 1979/80 am 25. August 1979 gegen den FC Liverpool neu. Die neue Tribüne war nun aber sehr weit vom Spielgeschehen entfernt, da der Rasen nicht versetzt werden konnte. Dazu kam, dass das gesamte Bauprojekt zehn Millionen Pfund verschlang und den Verein tief in die roten Zahlen trieb, was 1982 bis zur Rettung durch ein von Derek Dougan angeführtes Konsortium beinahe den Bankrott verursacht hätte.
Nach der Valley-Parade-Feuerkatastrophe in Bradford verschärfte der Ligaverband die Sicherheitsmaßnahmen ein weiteres Mal und die Wolves, die 1986 in die vierte Liga abgestürzt waren, mussten die baufälligen Tribünen zum Norden hin und an der Waterloo Road schließen, so dass nur noch die Südtribüne und die John-Ireland-Tribüne Verwendung fanden. Im Gleichschritt mit dem Verfall der sportlichen Leistungen gingen zu dieser Zeit auch die Zuschauerzahlen massiv zurück. Die angespannte finanzielle Situation im Verein ließ Reparaturarbeiten oder Rasenverpflanzungen nicht zu und so sah das Stadion seinem weiteren Verfall entgegen. Die Verwaltung der Stadt Wolverhampton rettete den Fußballverein im August 1986 vor seinem endgültigen Ruin, indem sie dem Klub das Stadion sowie das umgebende Gelände für 1,12 Mio. Pfund aufkaufte, aber obwohl das Stadion weiter genutzt werden konnte, blieben die geschlossenen Tribünen weiterhin ungenutzt.

### Neubau eines reinen Sitzplatzstadions

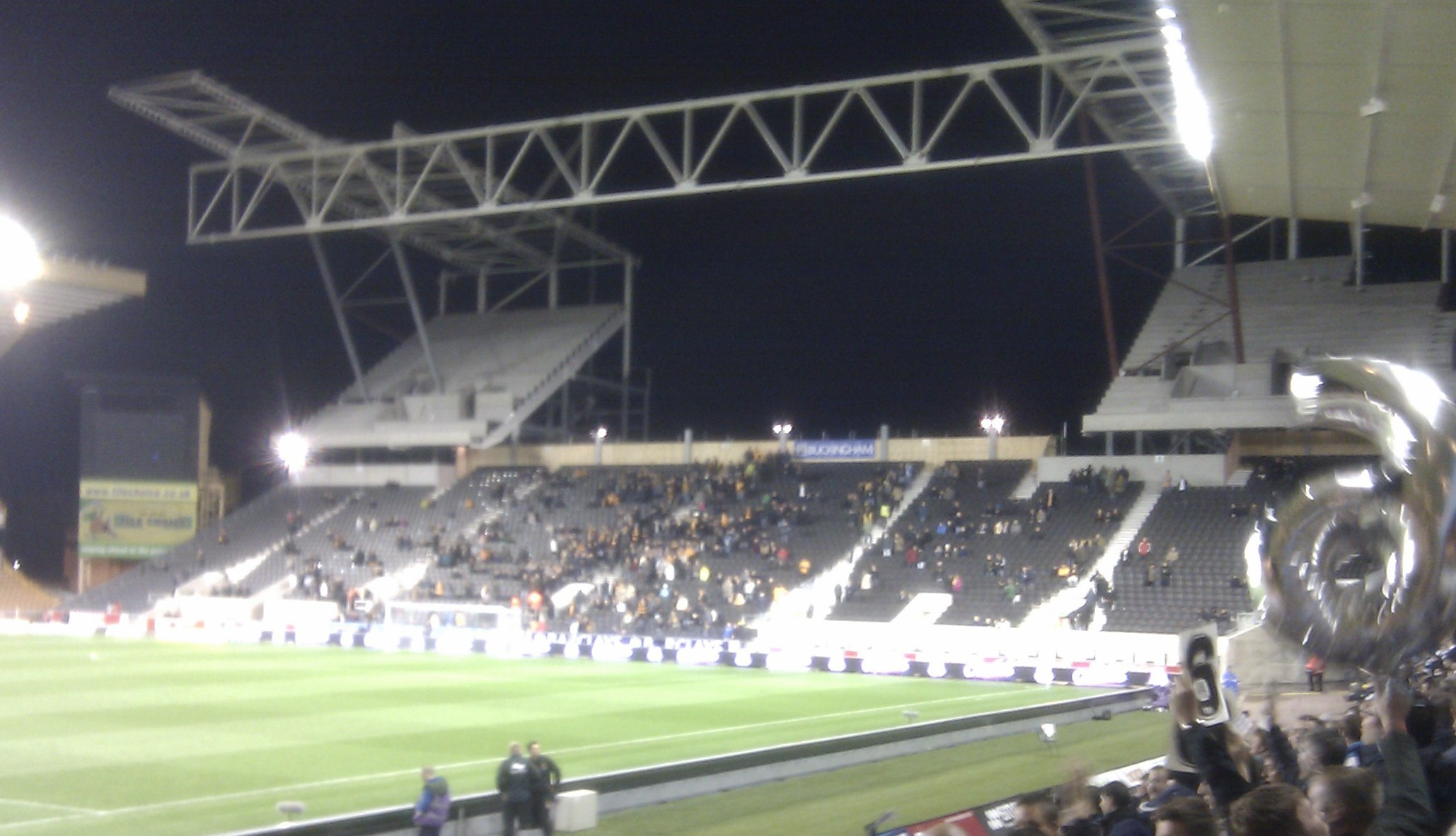
Der im Bau befindliche Stan Cullis Stand im Oktober 2011

Nach der Übernahme des Klubs und des Stadions durch Jack Hayward im Jahr 1990 war der Weg für einen grundlegenden Umbau geebnet, der unausweichlich wurde, um die Vorgaben des Taylor-Reports zu erfüllen und spätestens zur Saison 1993/94 den Spielbetrieb nicht zu gefährden. Zunächst fiel die komplette Nordtribüne im Oktober 1991 dem Abriss zum Opfer und die neue Stan-Cullis-Tribüne an derselben Stelle wurde pünktlich vor der Saison 1992/93 fertiggestellt. Es folgte die Tribüne an der Waterloo Road, die einige Monate später durch die Billy-Wright-Tribüne ersetzt wurde. Die letzte Phase begann im November 1993, als die südliche Jack-Harris-Tribüne neu eröffnet wurde.
Zum ersten Spiel im nun vollständig renovierten Stadion trat am 7. Dezember 1993 Honvéd Budapest – ein Gegner aus der berühmten Zeit der Flutlicht-Spiele – in Wolverhampton an. Das nun vollständig aus Sitzplätzen bestehende Stadion besaß eine Kapazität von 28.525 und war zu dieser Zeit eines der größten Stadien unter den umgebauten Spielstätten.
Zu Ehren des Rekordtorschützen der Wolverhampton Wanderers benannte der Klub 2003 die John-Ireland-Tribüne in die Steve-Bull-Tribüne um. Dazu kam eine provisorische Tribüne in der südwestlichen Ecke, die als Graham-Hughes-Tribüne Platz für weitere 900 Zuschauer bot. Sie war hauptsächlich dazu gedacht, dem erwartet erhöhten Zuspruch durch den Aufstieg in die Premier League Rechnung zu tragen und macht es möglich, dass am 17. Januar 2004 die Rekordzahl von 29.396 Zuschauern im renovierten Stadion erreicht wurde. Bereits 2006 wurde diese „Zusatztribüne“ wieder entfernt, wobei bei einem erneuten Erstligaaufstieg eine erneute Inbetriebnahme genauso wenig ausgeschlossen wurde, wie auch weitere Lösungen für die anderen drei „Ecken“, wodurch sich die Kapazität auf circa 32.500 erhöhen könnte. Darüber hinaus existieren Überlegungen, die Steve-Bull- und die Billy-Wright-Tribüne zu einem Gesamtfassungsvermögen für rund 40.000 Besucher auszubauen.
Im August 2015 wurde der Jack Harris-Stand in Sir Jack Hayward-Stand umbenannt, um Steve Morgans Vorgänger als Eigentümer des Clubs zu ehren, der zuvor im selben Jahr verstorben war.
Die Rekordbesucherzahl für das Stadion und in seiner aktuellen Konfiguration wurde am 21. Dezember 2018 gegen Liverpool erzielt und beträgt 31.358.

## Besondere Veranstaltungen
Das erste im Molineux Stadium ausgetragene Länderspiel endete am 7. März 1891 mit einem 6:1-Sieg Englands gegen Irland. Gegen denselben Gegner absolvierte das englische Team an gleicher Stätte am 14. Februar 1903 eine weitere Partie (4:0); danach unterlag England am 5. Februar 1936 der walisischen Auswahl mit 1:2. Ein 5:2-Sieg gegen Dänemark bei einem Qualifikationsspiel zur WM 1958 in Schweden war der letzte Auftritt einer englischen A-Nationalmannschaft in Wolverhampton. Dennoch ist das Stadion weiterhin Heimspielstätte bei Länderspielen für englische Nachwuchsmannschaften, wozu zuletzt 1996 und 2008 zwei Partien der englischen U-21-Auswahl zählten. Für den 11. und 14. Juni 2022 sind erstmals wieder zwei A-Länderspiele gegen Ungarn und Italien im Rahmen der UEFA Nations League im Molineux Stadion angesetzt.
Neben weiteren FA-Cup-Halbfinalspielen war Molineux zudem Austragungsstätte für Rugby-Union-Spiele und ein Boxturnier, als beispielsweise Henry Cooper gegen Jack Bodell 1967 um die britische Schwergewichtsmeisterschaft kämpfte. Am 24. Juni 2003 beherbergte das Molineux Stadium circa 34.000 Zuschauer bei einem Livekonzert von Bon Jovi, das somit die Liveveranstaltung mit den meisten Besuchern in Wolverhampton war.

## Besucherrekord und Zuschauerschnitt
Die Rekordzuschauerzahl liegt bei 61.305 und kam anlässlich einer Partie der 5. Runde im FA Cup in der Saison 1938/39 gegen den FC Liverpool (4:1) am 11. Februar 1939 – lange Zeit vor den restriktiven Vorgaben des Taylor-Reports – zustande. Die Bestmarke als reines Sitzplatzstadion wurde am 18. Februar 2017 aufgestellt. Die Begegnung in der 5. Runde im FA Cup 2016/17 zwischen den Wanderers und dem FC Chelsea (0:2) sahen 30.193 Zuschauer.
- 2012/13: 21.773 (Football League Championship)
- 2013/14: 20.879 (Football League One)
- 2014/15: 22.419 (Football League Championship)
- 2015/16: 20.157 (Football League Championship)
- 2016/17: 21.570 (Football League Championship)